# Eva Rönström
Eva Rönström, po mężu Ericsson (ur. 29 grudnia 1932 w Sztokholmie, zm. 7 października 2021 w Nacka) – szwedzka gimnastyczka. Srebrna medalistka olimpijska z Melbourne.
Zawody w 1956 były jej jedynymi igrzyskami olimpijskimi. Po medal sięgnęła w konkurencji drużynowych ćwiczeń z przyborem.